# Didier Bourdon

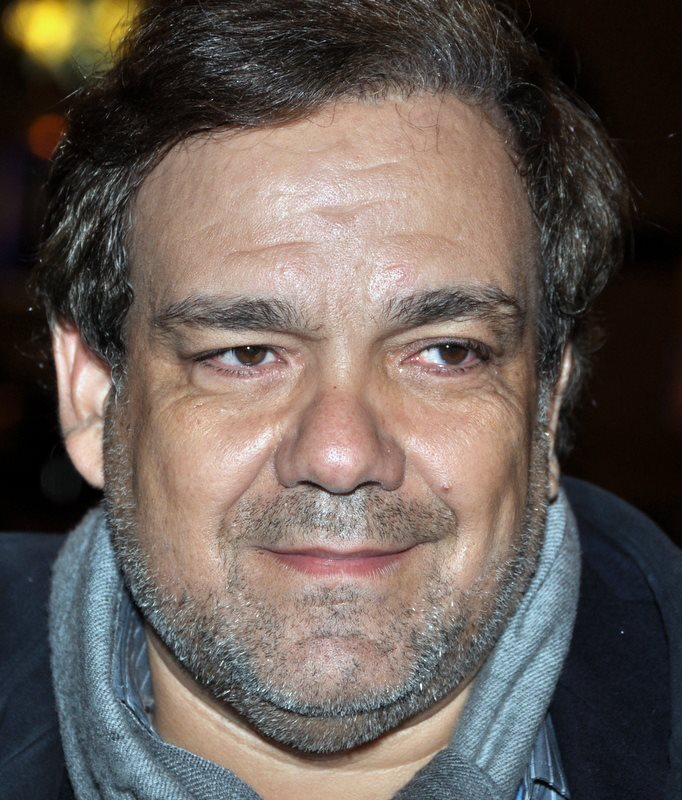
Didier Bourdon (2013)

Didier Bourdon (* 23. Januar 1959 in Algier) ist ein französischer Schauspieler, Drehbuchautor und Filmregisseur.

## Leben
Bourdons Familie lebte in Paris, Mülhausen und Biarritz, bevor sie sich in Saint-Germain-en-Laye niederließ. 1979 nahm ihn das Conservatoire national supérieur d’art dramatique auf. 1982 zog er nach Paris und debütierte am Petit Théâtre de Bouvard. Dort traf er Bernard Campan und Pascal Légitimus, mit denen er 1986 das Comedytrio Les Inconnus gründete. Die drei Schauspieler gewannen für ihre Aufführungen 1991 den „Molière du rire“. Die „Inconnus“ feierten in Frankreich mit der Parodiesendung La Télé des Inconnus große Erfolge und so entschlossen sich Campan und Bourdon gemeinsam den Kinofilm Alles kein Problem! (1995) zu drehen. Der Film wurde mit 6 Millionen Besuchern zu einem der erfolgreichsten französischen Filme. Fortan konzentrierte sich Bourdon vor allem auf seine Filmkarriere und spielte nur noch selten Theater. International bekannt wurde Bourdon mit Liebe auf Französisch und dem Film Ein gutes Jahr von Ridley Scott.

## Filmografie (Auswahl)

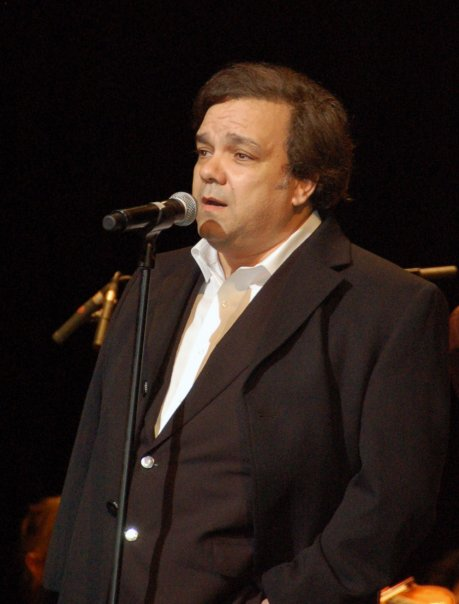
Didier Bourdon (2009)

### Als Schauspieler
- 1977: Kommissar Moulin (Commissaire Moulin; Fernsehserie, 1 Folge)
- 1994: Die Maschine (La machine)
- 2001: Les Rois mages
- 2003: Fanfan der Husar (Fanfan la tulipe)
- 2003: Les clefs de bagnole
- 2003: Liebe auf Französisch (7 ans de mariage)
- 2004: Madame Édouard
- 2006: Madame Irma
- 2006: Ein gutes Jahr (A Good Year)
- 2009: Bambou
- 2011: Das Glück an der Autobahn (Libre comme l‘aire)
- 2014: Jacky im Königreich der Frauen (Jacky au royaume des filles)
- 2015: Madame Christine und ihre unerwarteten Gäste (Le grand partage)
- 2017: Alibi.com
- 2017: Frühes Versprechen (La promesse de l‘aube)
- 2017: Ménage à trois – Zum Fremdgehen verführt (Garde alternée)
- 2023: Jagen auf Französisch (Chasse gardée)
- 2024: Oh la la – Wer ahnt denn sowas? (Cocorico)
- 2024: Weihnachten in der Familie (Un Noël en famille)
- 2024: Das große Los (À l’ancienne)

### Als Drehbuchautor
- 1995: Alles kein Problem! (Les trois frères)
- 1997: Le pari
- 2003: Liebe auf Französisch (7 ans de mariage)
- 2006: Madame Irma

### Als Regisseur
- 1995: Alles kein Problem! (Les trois frères)
- 2000: L'extraterrestre
- 2006: Madame Irma
- 2009: Bambou

### Als Produzent
- 1995: Alles kein Problem!